# Wickett (Texas)
Wickett es un pueblo situado en el condado de Ward, Texas, Estados Unidos. Tiene una población estimada, a mediados de 2023, de 408 habitantes.

## Geografía
La localidad está ubicada en las coordenadas 31°34′2″N 103°0′21″O / 31.56722, -103.00583. Según la Oficina del Censo, tiene una superficie de 1.82 km², correspondientes en su totalidad a tierra firme.

## Demografía
Según el censo de 2020, en ese momento había 422 personas residiendo en la localidad. La densidad de población era de 231.87 hab./km². El 60.90% de los habitantes eran blancos, el 2.84% eran afroamericanos, el 0.71% eran amerindios, el 0.47% eran asiáticos, el 16.11% eran de otras razas y el 18.96% eran de una mezcla de razas. Del total de la población, el 37.44% eran hispanos o latinos de cualquier raza.